# مايكل مورر
مايكل مورر (بالإنجليزية: Michael Moorer) مواليد 12 نوفمبر 1967 في بروكلين، نيويورك، الولايات المتحدة، هو ملاكم أمريكي يصنف ضمن فئة الوزن الثقيل. حقق بطولة رابطة الملاكمة العالمية وبطولة الاتحاد الدولي للملاكمة وبطولة منظمة الملاكمة العالمية.

## إحصائيات
خاض خلال مسيرته 57 نزالا، فاز في 52 وتعادل في 1 وخسر في 4. فاز بالضربة القاضية في 40 نزالا.

## روابط خارجية
- مايكل مورر على موقع بوكس ريك (الإنجليزية) (registration required)